# Menander purpurata
Menander purpurata är en fjärilsart som beskrevs av Frederick DuCane Godman och Osbert Salvin 1878. Menander purpurata ingår i släktet Menander och familjen Riodinidae. Inga underarter finns listade i Catalogue of Life.